# Stefanía Zoryez
Stefanía Zoryez (* 14. November 1983) ist eine uruguayische Leichtathletin.
Diskus- und Hammerwerferin Zoryez wurde 2001 Uruguayische Meisterin in diesen beiden Disziplinen. Die für die FRN startende Zoryez stellte mit 54,14 Metern am 2. März 2002 einen uruguayischen Juniorenrekord im Hammerwurf auf. Am 1. August 2002 soll sie bei den Südamerikameisterschaften der Junioren im brasilianischen Belem hinter Jennifer Dahlgren mit einer Weite von 50,54 Meter die Silbermedaille im Hammerwurf gewonnen haben. Allerdings fanden Anfang August 2002 auch die Südamerikaspiele 2002 in Brasilien statt, bei denen sie mit identischer Weite ebenfalls als Silbermedaillengewinnerin geführt wird. Zoryez wurde im März 2003 seitens des Uruguayischen Sportministeriums im Rahmen einer Veranstaltung zur Ehrung aller Uruguayischen Meister des Jahres 2002 als Meisterin im Hammerwurf ausgezeichnet. Nachdem die der Federación de Río Negro angehörende Zoryez im März 2004 sowohl beim Torneo Ministerio de Deporte y Juventud (55,95 Meter) als auch kurz darauf beim Torneo Jorge Echezarreta Gilard (57,47 Meter) bereits einen neuen uruguayischen Hammerwurfrekord aufgestellt hatte, erzielte sie am 17. April 2004 bei einer Veranstaltung in Montevideo auch mit dem Diskus eine persönliche Rekordweite von 37,28 Metern. Ebenfalls 2004 platzierte sie sich hinter Jennifer Dahlgren und Adriana Benaventa bei den U23-Südamerikameisterschaften in Barquisimeto mit einem Wurf über 58,22 Meter auf dem Bronzemedaillenrang im Hammerwurf. 2005 gewann sie abermals die uruguayische Meisterschaft. Insgesamt war sie somit zu diesem Zeitpunkt zum sechsten Mal nationale Hammerwurfmeisterin, weshalb sie im April 2006 zu Uruguays bester Athletin des Jahres 2005 gekürt wurde. Im selben Jahr wurde sie auch bei der Preisverleihung der Premios Juancho 2006 in Fray Bentos ausgezeichnet.
In Montevideo stellte Zoryez am 2. April 2006, kurz nachdem sie im März 2006 den uruguayischen Rekord im Hammerwurf bei ihrem Sieg auf der ersten Etappe des Grand Prix Sudamericano in San Carlos auf 61,45 Meter gesteigert hatte, beim Torneo Darwin Pineyrúa ihre persönliche Bestweite von 61,52 Metern auf, die gleichzeitig den nach wie vor gültigen uruguayischen Rekord markiert. Im April 2006 gelang ihr zudem der Sprung in die Weltrangliste der IAAF, wo sie zu jener Zeit als erst zweite Südamerikanerin neben der Argentinierin Jennifer Dahlgren (Bestweite zu jener Zeit 68,00 Meter) in ihrer Disziplin auf Rang 59 geführt wurde.
In jenem Jahr nahm sie im Folgemonat auch an den Iberoamerikanischen Meisterschaften im puerto-ricanischen Ponce teil und wurde mit einer Weite von 59,53 Metern Sechste im Hammerwurf. Ebenfalls 2006 belegte sie bei den 44. Südamerikameisterschaften in Tunja im Hammerwurf den 7. Rang (56,67 Meter). Zoryez gehörte zudem bei den Panamerikanischen Spielen 2007 zum Aufgebot Uruguays.
Stefanía Zoryez ist die Schwester des 2010 für Miramar Misiones spielenden Fußballspielers Charles Zoryez.